# Trifluorure de neptunium
Le trifluorure de neptunium est un composé chimique de formule NpF3. Il se présente sous la forme d'un solide violet cristallisé dans le système trigonal selon le groupe d'espace P3c1 (no 165). Il peut être obtenu en faisant réagir de l'oxyde de neptunium(IV) NpO2 avec du fluorure d'hydrogène dans un flux d'hydrogène H2 à 500 °C :
2 NpO2 + H2 + 6 HF ⟶ 2 NpF3 + 4 H2O.
On peut également l'obtenir en faisant réagir une solution aqueuse de neptunium avec des sels de fluorure dans un milieu faiblement acide :
Np3+(aq) + 3 F−(aq) ⟶ NpF3 (s)↓.
Le tétrafluorure de neptunium NpF4 est réduit en trifluorure de neptunium NpF3 par un flux d'hydrogène H2 :
NpF4 + H2 ⟶ 2 NpF3 + 2 HF.

## Réactions
Le trifluorure de neptunium est fluoré en hexafluorure de neptunium dans un flux de fluor F2 gazeux à 500 °C :
2 NpF3 + 3 F2 ⟶ 2 NpF6.
L'oxydation du trifluorure de neptunium avec un mélange d'oxygène et de fluorure d'hydrogène conduit au tétrafluorure de neptunium NpF4 :
4 NpF3 + O2 + 4 HF ⟶ 4 NpF4 + 2 H2O.
Il peut également se former du NpF4 et du NpO2 à la suite d'une réaction inhabituelle avec l'oxygène :
4 NpF3 + O2 ⟶ 3 NpF4 + NpO2.
Le neptunium métallique peut être obtenu à partir de ses composés par réduction, par exemple en faisant réagir du trifluorure de neptunium avec du baryum ou du lithium élémentaires à 1 200 °C :
2 NpF3 + 3 Ba ⟶ 2 Np + 3 BaF2.